# Дана Доу
Дана Л. Доу американський політичний діяч. Доу був членом сенату від 20 округу та представляв округи Лінкольн включно його рідне місто Вальдоборо. У 1969 році пішов в перший клас школи Медомак Вейлі[джерело?]. Закінчив Університет Південного Мену. Вперше вибрався в члени сенату в 2004 році. В 2010-2012 роках перебував в палаті представників від штату Мен.
В лютому 2012 року Доу змінив свого давнього друга Девіда Трахана. 
Дана Доу переобирався в сенат в 2016 році, перемігши Кріса Джонсона. Після переобрання в 2018 році був обраний лідером в Нижню палату сенату. 